# Braulio Nóbrega
Braulio Nóbrega (ur. 18 września 1985 w Puerto del Rosario) – hiszpański piłkarz występujący na pozycji napastnika.

## Kariera klubowa

### Atlético
Braulio Nóbrega zawodową karierę rozpoczął w 2004 w Atlético Madryt. Początkowo występował w grającym w Segunda División B drugim zespole „Los Colchoneros”, w którym w 29 spotkaniach zdobył 17 goli. W barwach pierwszej drużyny Atlético Braulio 2 października 2004 roku w przegranym 0:1 pojedynku z Realem Sociedad zadebiutował w Primera División. Łącznie rozegrał 11 ligowych pojedynków, po czym przeniósł się do Mallorki. W drużynie „Barralets” wystąpił tylko w 2 spotkaniach, a następnie na zasadzie wypożyczenia trafił do drugoligowej Salamanki. Tam od razu wywalczył sobie miejsce w podstawowej jedenastce i rozegrał łącznie 39 meczów. Zaliczył w nich 14 trafień, co dało mu szóste miejsce w klasyfikacji najlepszych strzelców sezonu.

### Getafe
W 2007 Braulio podpisał kontrakt z Getafe CF, do którego przeszedł na zasadzie wypożyczenia. W jego barwach zadebiutował w rozgrywkach Pucharu UEFA. „Azulones” dotarli w nim do 1/4 finału, w którym przegrali po dogrywce z Bayernem Monachium różnicą zdobytych goli na wyjeździe. W rozgrywkach tych hiszpański napastnik strzelił 3 bramki – w wygranym 2:1 meczu z Tottenhamem, zwycięskim 3:0 pojedynku z AEK–iem Ateny oraz w zremisowanym 3:3 spotkaniu z Bayernem.

### Saragossa
28 czerwca 2008 Nóbrega podpisał 4-letni kontrakt z Realem Saragossa, gdzie w debiutanckim sezonie o miejsce w ataku rywalizował z Ángelem Javierem Arizmendim oraz Ewerthonem. Podczas rozgrywek 2008/2009 Saragossa uplasowała się na 2. pozycji w Segunda División i awansowała do pierwszej ligi. Rundę wiosenną sezonu 2009/2010 Braulio spędził na wypożyczeniu w Recreativo Huelva.

### Cartagena/Hércules
W 2012 roku odszedł do FC Cartagena, a następnie został zawodnikiem Hérculesa CF.

### Johor Darul Takzim
21 sierpnia 2013 roku podpisał kontrakt z Johor Darul Takzim.

## Kariera reprezentacyjna
W 2005 Braulio rozegrał 1 spotkanie dla reprezentacji Hiszpanii do lat 20.